# Brian Strait
Brian Strait (* 4. Januar 1988 in Waltham, Massachusetts) ist ein ehemaliger US-amerikanischer Eishockeyspieler und derzeitiger -scout, der im Verlauf seiner aktiven Karriere zwischen 2004 und 2019 unter anderem 203 Spiele für die Pittsburgh Penguins, New York Islanders und Winnipeg Jets in der National Hockey League (NHL) auf der Position des Verteidigers bestritten hat. Den Großteil seiner Laufbahn verbrachte Strait, der bei der U18-Junioren-Weltmeisterschaft 2006 die Goldmedaille gewann, jedoch in der American Hockey League (AHL), wo er 367 Partien absolvierte.

## Karriere

### Jugend

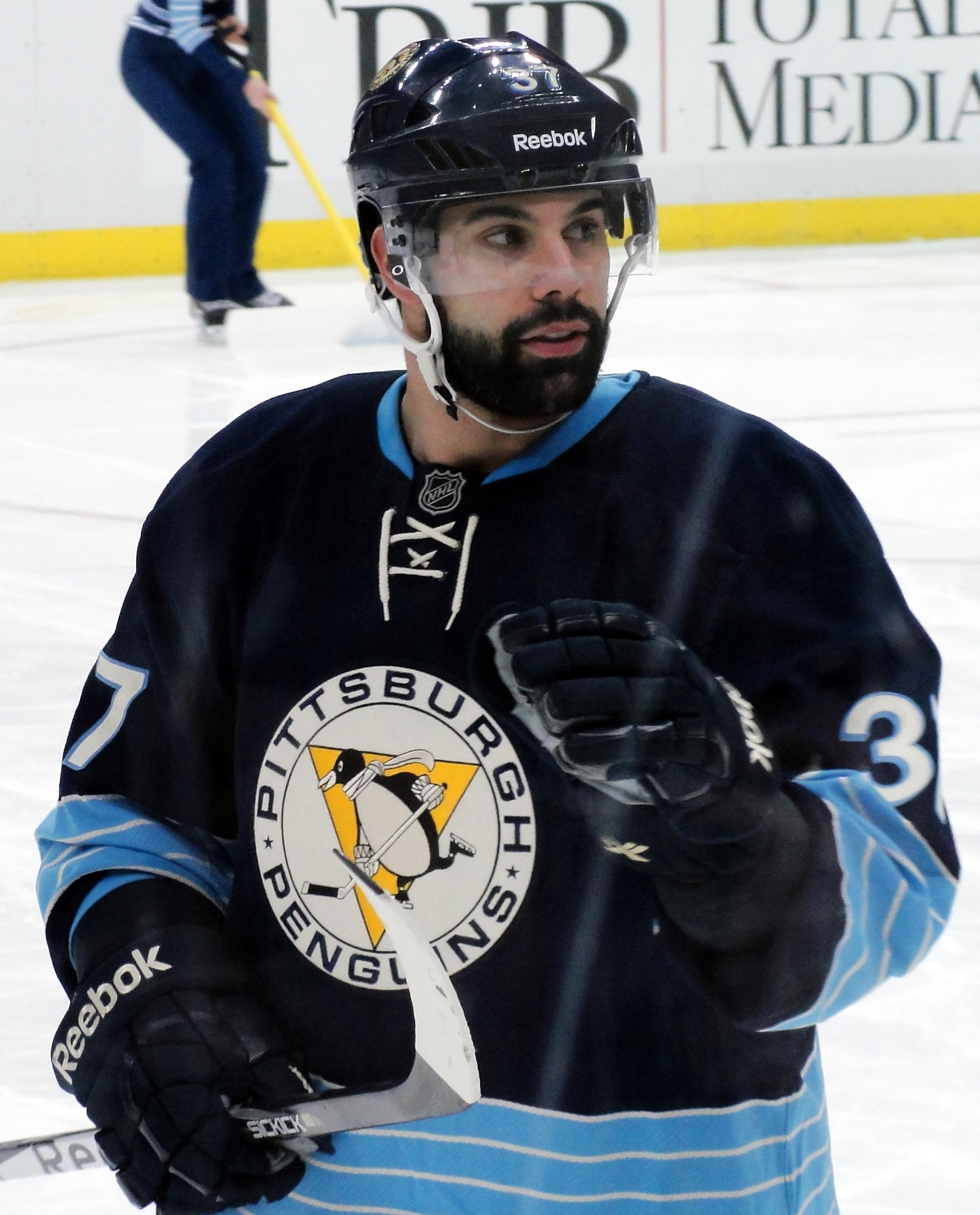
Strait im Trikot der Pittsburgh Penguins (2012)

Strait wurde in Waltham geboren und spielte in der Jugend für die Eastern Mass Senators. Er besuchte die Northfield Mount Hermon School in Gill und vertrat deren Eishockey-Team in einer Highschool-Liga. 2004 trat Strait dem USA Hockey National Team Development Program (USA Hockey NTDP) bei, der zentralen Talenteschmiede des Verbandes USA Hockey, und besuchte parallel die Pioneer High School in Ann Arbor, Michigan. Im NTPD nahm er hauptsächlich am Spielbetrieb der North American Hockey League teil, wo er in seiner Debüt-Saison 42 Spiele absolvierte und 12 Scorerpunkte erzielte. Da die Teams des NTDP gleichzeitig als Junioren-Nationalteams fungieren, nahm der Verteidiger an der World U-17 Hockey Challenge 2005 teil und erreichte dort mit dem Team den fünften Platz. Ferner wählten ihn seine Teamkollegen ins Kapitänsamt.
In der Folgesaison nahm Strait an der U18-Junioren Weltmeisterschaft 2006 teil und führte die Mannschaft dort zum Weltmeistertitel. Im Spielbetrieb der regulären Saison absolvierte das NTDP einen individuellen Spielplan, wobei die Mannschaft sowohl in der NAHL als auch gegen Vertreter des Universitätssports antrat. Am Ende der Saison setzte ihn der Central Scouting Service auf Rang 22 der vielversprechendsten nordamerikanischen Feldspieler für den anstehenden NHL Entry Draft 2006. Im eigentlichen Draft wählten ihn dann die Pittsburgh Penguins an 65. Position aus.

### Boston University
Im Sommer 2006 verließ Strait Ann Arbor und das NTDP nach zwei Jahren und schrieb sich an der Boston University ein. Fortan spielte der Verteidiger für die Terriers, das Eishockey-Team der Universität, in der Hockey East. Nachdem er in seiner Debüt-Saison 36 Spiele absolviert hatte, wurde er zu Beginn der Saison 2007/08 zum Assistenzkapitän ernannt. Im Laufe der Spielzeit gelang es dem Verteidiger, seine Punktausbeute leicht zu steigern und seine Strafminuten zu reduzieren. Zudem nahm er über den Jahreswechsel 2007/08 an der U20-Junioren Weltmeisterschaft teil, wobei das Team den vierten Platz erreichte und Strait wieder als Mannschaftskapitän fungierte.
In seiner letzten Saison, dem Junior- und damit dritten Jahr an der Universität, beendeten die Terriers die reguläre Saison der Hockey East auf dem ersten Platz und gewannen auch die anschließenden Play-offs um die Lamoriello Trophy. Damit war die Teilnahme an der nationalen Meisterschaft der National Collegiate Athletic Association verbunden, in der das Team über die Regionalausscheide bis in die Frozen Four vorrückte. Dort setzte man sich erst gegen die University of Vermont und im Finale gegen die Miami University durch, sodass die Terriers die Meisterschaft der NCAA gewannen und somit bestes Universitäts-Team der Vereinigten Staaten wurden.

### NHL und AHL
Nach der Saison 2008/09 unterzeichnete Strait einen Einstiegsvertrag bei den Pittsburgh Penguins. Vor der nächsten Spielzeit gaben ihn die Pittsburgh Penguins erwartungsgemäß an die Wilkes-Barre/Scranton Penguins, ihr Farmteam aus der American Hockey League (AHL), ab, wo er die gesamte Saison verbrachte und auf 74 Einsätze kam. In den Saisons 2010/11 und 2011/12 spielte Strait ebenfalls hauptsächlich in der AHL und kam nur auf drei bzw. neun Einsätze in der National Hockey League (NHL).
Nachdem sein Vertrag bei den Penguins im Sommer 2012 um ein Jahr verlängert wurde, verpflichteten ihn die New York Islanders im Januar 2013 vom Waiver. Dies geschah nur einen Tag vor Beginn der durch den Lockout verkürzten Saison. Bei den Islanders etablierte sich Strait direkt im NHL-Aufgebot und unterzeichnete nach sechs absolvierten Spielen einen neuen Dreijahresvertrag in New York. Fortan wurde Strait nicht mehr in die AHL zurückgeschickt, war allerdings nicht immer Teil des NHL-Aufgebots, so absolvierte er in der Saison 2013/14 von 82 Spielen nur 47.
Nach der Saison 2015/16 wurde Straits auslaufender Vertrag in New York nicht verlängert, sodass er sich im Juli 2016 als Free Agent den Winnipeg Jets anschloss und dort einen Einjahresvertrag unterzeichnete. In gleicher Weise wechselte der Verteidiger im Juli 2017 zu den New Jersey Devils, wo er aber ausschließlich im Farmteam bei den Binghamton Devils in der AHL zu Einsätzen kam. Nach seinem Karriereende wurde Strait mit Beginn der Saison 2020/21 als Scout in der Organisation tätig.

## Erfolge und Auszeichnungen
- 2006 Goldmedaille bei der U18-Junioren-Weltmeisterschaft
- 2009 Lamoriello-Trophy-Gewinn mit der Boston University
- 2009 NCAA-Division-I-Championship mit der Boston University

## Karrierestatistik

### International
Vertrat die USA bei:
- World U-17 Hockey Challenge 2005
- U18-Junioren Weltmeisterschaft 2006
- U20-Junioren Weltmeisterschaft 2008

(Legende zur Spielerstatistik: Sp oder GP = absolvierte Spiele; T oder G = erzielte Tore; V oder A = erzielte Assists; Pkt oder Pts = erzielte Scorerpunkte; SM oder PIM = erhaltene Strafminuten; +/− = Plus/Minus-Bilanz; PP = erzielte Überzahltore; SH = erzielte Unterzahltore; GW = erzielte Siegtore; 1 Play-downs/Relegation; Kursiv: Statistik nicht vollständig)